# Poeni (gmina)
Poeni – gmina w Rumunii, w okręgu Teleorman. Obejmuje miejscowości Banov, Brătești, Cătunu, Poieni, Preajba, Țăvârlău i Vătași. W 2011 roku liczyła 3118 mieszkańców. 